# Kristian Touborg
Kristian Touborg (født 1987) er en dansk billedkunstner med base i København.

## Liv og karriere
Touborg er født i 1987 i Roskilde og startede sin interesse for kunst i graffiti-miljøet. Fra 2009 - 2016 studerede han på Det Kongelige Danske Kunstakademi.
Touborg arbejder med maleri, skulptur, installation og video. Temaerne i hans figurative og abstrakte værker har undersøgt vores socio-kulturelle digitale virkelighed, Ai samt konsekvensen af klimaforandringerne. Touborg’s praksis er både traditionel og eksperimenterende, og han anvender olie, akryl, tekstiler samt digitale programmer til at opbygge collager og abstrakte kompositioner.
I 2013 vandt han første prisen på Kunstnernes Efterårsudstilling med videoværket ‘(Im)Permanence’ som udforskede normer og regler i hans barndomshjem.  Hans soloudstilling ‘Dobbeltblik’ i Roskilde Kunstforening præsenterede en række malerier i dialog med L. A. Ring’s kunstneriske arbejde indenfor symbolisme og socialrealisme. Til Kunsthal Kongegaarden i Korsør skabte han en stedspecifik installation med udgangspunkt i havnebyens marine liv. I 2020 deltog han i Socle du Monde Biennalen og udstillingen ‘Stof, Metal, Fabrik’ på HEART Museum Herning of Contemporary Art. 
Hans malerier er en del af danske og internationale samlinger, bl.a. Statens Kunstfond, HEART Herning Museum of Contemporary Art, Randers Kunstmuseum, The Blake Byrne Collection, The Nixon Collection og The X Museum.  Touborg har skabt offentlige kunst kommissioner for blandt andet Det Biovidenskabelige Fakultet (LIFE), Københavns Universitet. Han har haft soloudstillinger på Galerie Mikael Andersen i København, Lungren Gallery i Palma de Mallorca, Secci Gallery i Firenze og Milano, samt Newchild Gallery i Antwerpen. Hans malerier har indgået i gruppeudstillinger på Kunsthal Aarhus, Brigade i København, Berlinskej Model i Prag, Caravalho Park i New York og The Hole i New York. I 2021 samarbejdede Touborg med modemærket Soulland og lavede en modekollektion.
Touborg er chefkurator for Imagine5’s residency-program “AIR” i Beauileu-sur-Mer i Frankrig.
Touborg har modtaget Roskilde Kunstforening’s Kunstpris (2010), Nordea’s Kunstpris (2009), og Amdrup-prisen (2010). Han er medlem af Kunstnersamfundet.